# Нилосон
Риф Нилсон или риф Ланкастер (англ. Neilson Reef) — коралловый риф в южной части Тихого океана. Он имеет форму полумесяца и расположен к северо-западу от острова Рапа. Оспаривается Францией в лице Французской Полинезии. Принадлежность рифа на российских картах не указывается. Акватория рифа богата рыбами, моллюсками, медузами и т. д. Климат тропический, пассатный. Постоянного населения нет. Статус — спорная территория. Площадь рифа небольшая, а он находится на мелководье. Акватория рифа имеет богатую флору и фауну, здесь обитают коралловые полипы, рыбы, медузы, беспозвоночные и т. д. В настоящее время рифу ничего не угрожает. Вода в районе рифа теплая, климат спокойный. Недалеко от него находятся острова Французской Полинезии.